# La Paroisse bretonne de Paris
La Paroisse bretonne de Paris est l'une des plus importantes associations de Bretons dans Paris. Elle est créée en 1897 par l'abbé François Cadic. Le journal homonyme de l'association est créé quant à lui en 1899. Le journal disparaît en avril 1929, l'association en mai et son fondateur meurt en juillet.

## L'association
La ligne de Paris-Montparnasse à Brest étant opérationnelle depuis 1865, une forte population bretonne s'est concentrée dans le quartier Montparnasse dans les décennies qui suivirent, vivant souvent dans des conditions précaires. Certains ne parlent que le breton. En 1901, la population bretonne résidant à Paris est estimée à 115 000. L'association est créée en 1897. Son action principale est d'aider les Bretons de Paris à trouver du travail. C'est ainsi que 600 personnes sont placées dès la première année et le double la deuxième année.
Très rapidement d'autres services sont proposés : vestiaire pour les plus démunis, bibliothèque populaire, magasins de produits bretons, cours, asile pour les sociétaires sans emploi, mutuelle d'aide pour les Bretons sans travail…
La mutuelle et le journal attirent de plus en plus de sociétaires. L'association compte 7 000 adhérents en 1903, 10 000 en 1905, 15 000 en 1907.
L'abbé François Cadic fait de l'association une œuvre franchement sociale, le principe de ses membres étant de ne pas s'en tenir à la simple charité, mais bien de s'investir dans l'œuvre elle-même. On peut parler de « socialisme chrétien ».
Tous les dimanches, les sociétaires sont priés de se rendre aux réunions et aux messes organisées dans l'église Notre-Dame-des-Champs.
On constate qu'au milieu des années 1920, La Paroisse bretonne de Paris perd de son importance. Malgré tous ses efforts, il semble que la Première Guerre mondiale, en même temps qu'elle a fauché la jeunesse, ait brisé l'élan de l'association, et que celle-ci ne s'en soit jamais remise.

## Le journal
On trouve des chroniques comme : « Réunion du mois », « Histoire de Bretagne », « Légende et Conte », « Action de la paroisse », « Chronique », « Rappel et instruction du sermon ».
François Cadic a collecté plus de 200 contes et légendes et 150 chansons qui ont été d'abord publiés dans le journal, puis réunis en volumes qui sont bien connus des spécialistes de la littérature orale.
Selon Fañch Postic, il n'existe qu'une seule collection complète du journal, celle de l'abbé Jean-Marie Le Moing (neveu de François Cadic) conservée dans la famille aujourd'hui.